# Kihlanginsaari
Kihlanginsaari är en ö i Finland. Den ligger i Muonioälven och i kommunen Muonio i den ekonomiska regionen  Fjäll-Lappland  och landskapet Lappland, i den norra delen av landet, 800 km norr om huvudstaden Helsingfors. Öns area är 6,1 hektar och dess största längd är 450 meter i öst-västlig riktning.